# ستيفاني مولر
ستيفاني مولر هي متزلجة سويسرية، ولدت في 5 يونيو 1992 في دافوس في سويسرا.

## وصلات خارجية
- ستيفاني مولر على موقع الاتحاد الدولي للتزلج (ركوب لوح الثلج) (الإنجليزية)
- ستيفاني مولر على موقع أوليمبيديا (الإنجليزية)